# Dr. Who et les Daleks
Pour plus de détails, voir Fiche technique et Distribution.
Dr Who et les Daleks (Dr. Who and the Daleks), aussi appelé Dr Who contre les Daleks, est un film britannique de Gordon Flemyng, sorti en 1965.
Il est adapté de la série télévisée de science-fiction Doctor Who, et plus particulièrement basé sur The Daleks, deuxième épisode de la série, diffusé en 1963. Il est suivi par Les Daleks envahissent la Terre en 1966 et est, avant la diffusion en 1970 de l'épisode Spearhead from Space, la première aventure du Docteur à être tournée en couleurs.

## Synopsis
Le personnage principal est un savant, du nom de « Dr Who », qui a créé à son domicile une machine extraordinaire. Avec ses petites-filles, Barbara (une jeune femme) et Susan (une petite fille d'à peine 10 ans) le Docteur montre son invention à Ian, le petit ami de Barbara, et lui dit qu'elle peut voyager à travers le temps et l'espace. Ian fait accidentellement fonctionner cette machine nommée TARDIS ce qui les emmène sur une mystérieuse planète, Skaro, où tout semble pétrifié. Le Docteur fait croire que la machine est cassée afin de pouvoir visiter la planète et une mystérieuse ville au loin.
Ils se retrouvent alors dans une ville aux aspects labyrinthiques où les portes s'ouvrent et se referment sans arrêt. Là, ils y rencontrent des créatures métalliques ayant pour noms les Daleks. Ils capturent les quatre terriens qui commencent à souffrir des radiations que l'on trouve sur la surface de la planète. Le Docteur demande que Susan puisse aller chercher un remède contre la radiation à l'intérieur de son vaisseau, ce que les Daleks acceptent. En chemin, elle y rencontre Alydon, le leader des Thals, une race pacifiste avec qui les Daleks sont en guerre. Alydon lui donne un second remède contre les radiations.
De retour dans la ville des Daleks, Susan soigne le reste du groupe. Apprenant qu'elle a sympathisé avec les Thals, Les Daleks demandent alors à Susan d'écrire une lettre au Thals en leur promettant un traité de paix et de la nourriture, afin de pouvoir les piéger.
Dans leur geôle, le Docteur et sa famille arrivent à piéger un Dalek et à forcer Ian à rentrer à l'intérieur d'une de ses armures afin de les aider à s'échapper. Hélas, le subterfuge ne dure pas longtemps et le petit groupe est forcé de fuir. En chemin, ils rencontrent les Thals, prêts à rentrer dans la ville et les préviennent à temps du danger qu'ils encourent, même si leur leader Temmosus sera tué par les Daleks. Pendant ce temps, certains Daleks testent sur eux les médicaments anti-radiations des Thals et meurent. Décidant d'éradiquer les Thals, ils décident de faire exploser une bombe à neutrons afin d'augmenter la radiation sur Skaro au point que les Thals ne pourront jamais y survivre.
Au camp des Thals, le Docteur découvre qu'ils ont laissé dans leur cellule un fluide nécessaire pour faire fonctionner le TARDIS, ils veulent enjoindre les Thals à la guerre, mais ceux-ci refusent par pacifisme. Le Docteur demande donc à Ian de séquestrer Dyoni, la petite amie d'Alydon afin qu'elle serve de monnaie d'échange aux Daleks. Devant la colère d'Alydon qui frappera Ian au visage, le Docteur les persuade qu'ils ont la ressource nécessaire pour battre les Daleks. Tous se séparent en deux groupes :
- Ian, Barbara et trois Thals (Ganatus, Antodus et Elyon) décident d'infiltrer la ville par le sous-sol, seulement en chemin, Elyon sera attaqué par un monstre vivant dans les marais et Antodus tombera dans un ravin mais réussira à s'en sortir.
- Alydon, Susan, le Docteur et les Thals arrivent devant la cité et tentent de mettre en déroute les Daleks en faisant croire qu'ils sont très nombreux par l'utilisation de miroir renvoyant la lumière. Mais, les Daleks font vite échouer leur plan et capturent le Docteur et Susan. Ceux-ci se retrouvent dans la salle des opérations où les Daleks commencent leur compte à rebours avant l'explosion de leur bombe.

Par chance, Ian, Barbara et Antodus réussissent à infiltrer la ville et parviennent à faire rentrer le reste des Thals. Ils entrent dans la salle des opérations, libérent le Docteur qui les avertit de la future explosion d'une bombe. Ian réussi à faire en sorte que les Daleks, dans la pagaille détruise leur propre matériel, ce qui supprimera l'électricité à travers la ville, les rendant totalement inertes.
Ayant retrouvé son fluide, le Docteur, ses petites filles et Ian rentrent à l'intérieur du TARDIS après avoir reçu des cadeaux de la part des Thals. Ian semble heureux d'être rentré chez lui, mais lorsqu'il ouvre la porte, il découvre qu'ils se sont retrouvés au milieu d'un champ de bataille romain.

## Fiche technique
Sauf indication contraire, les informations mentionnées dans cette section peuvent être confirmées par la base de données cinématographiques IMDb,  présente dans la section « Liens externes ».
- Titre : Dr Who et les Daleks
- Titre original : Dr Who and the Daleks
- Réalisation : Gordon Flemyng
- Scénario : Sydney Newman et Milton Subotsky, David Whitaker, d'après une histoire de Terry Nation
- Production : Max Rosenberg (en), Milton Subotsky
- Musique : Malcolm Lockyer
- Photographie : John Wilcox
- Montage son : Tom Priestley
- Pays d'origine :  Royaume-Uni
- Langue : anglais
- Format : couleurs - 2,35:1 - Mono - 35 mm
- Genre : Science-fiction
- Durée : 79 minutes
- Dates de sortie :
  - Royaume-Uni : 25 juin 1965 (Londres), 23 août 1965 (sortie nationale)
  - France : 10 janvier 1969 (sortie limitée)

## Distribution
- Peter Cushing : Dr Who
- Roy Castle : Ian
- Jennie Linden : Barbara
- Roberta Tovey (en) : Susan
- Barrie Ingham (en) : Alydon
- Geoffrey Toone (en) : Temmosus
- Michael Coles : Ganatus
- John Bown : Antodus
- Yvonne Antrobus (en) : Dyoni
- Ken Garady, Nicholas Head, Mike Lennox, Jack Waters, Virginia Tyler, Jane Lumb (en), Bruce Wells (en), Martin Grace, Sharon, Gary Wyler : Thals
- Bruno Castagnoli, Michael, Brian Hands, Robert Jewell (en), Kevin Manser (en), Eric McKay, Mark Peterson, Len Saunders, Geraldr, Mick Dillon : Daleks
- David Graham, Peter Hawkins : voix des Daleks
- Michelle Scott : enfant de Thal

## Rapport avec la série
Le film est dans les grandes lignes, une réécriture de l'épisode The Daleks. Le caractère des quatre personnages principaux et leur introduction change énormément :
- Dans la série, Le Docteur ne s'appelle pas « Who » (son nom est inconnu), il n'est pas Terrien et n'a pas construit le TARDIS dans son jardin. Le personnage est bien plus mystérieux et moins bon enfant que l'interprétation donnée par Peter Cushing.
- Dans la série, Ian Chesterton est professeur de lycée, il a beaucoup de connaissance et reste un personnage assez fort au combat et charismatique. Dans le film, il s'agit d'un gaffeur, peu doué, vantard et peureux. Il est essentiellement utilisé à des fins comiques.
- Barbara, dans la série, est une professeure d'Histoire qui a une trentaine d'années. Elle est beaucoup plus posée que la Barbara du film et contrairement au personnage du film qui fait totalement confiance au Docteur, elle est aussi ignorante des voyages dans le temps que Ian.
- Susan Foreman est une adolescente dans la série. Le film la dépeint comme une petite fille surdouée afin d'approfondir un côté comique.

## Production
- En 1995 est sorti un documentaire à propos des deux films sur les Daleks, Dalekmania (en) qui revient sur la genèse de ce projet[1].
- Au départ, les Daleks devaient être équipés de lance-flammes, mais cela fut annulé (par peur que ce soit trop effrayant, et pour des raisons de sécurité) et remplacé par des lance-fumée. Cependant, l'idée du lance-flammes fut intégrée en 1965 à la série télévisée, pour l'histoire The Daleks' Master Plan.
- Les Daleks ont un design assez différent de ceux apparaissant dans la série télévisée, notamment leur base rondes et leur taille plus grande que dans la série. Ils ont autour de la tête deux lumières s'éclairant lorsqu'ils parlent et certains ont des pinces au lieu d'avoir une ventouse. De plus, les Daleks ont des couleurs différentes, un éléments qui sera gommés dans la série lorsqu'elle passera en couleurs.
- Après le tournage du film, trois modèles de ces Daleks ont été empruntés par la BBC afin de servir dans une scène de foule de Daleks dans l'épisode The Chase.
- Si le script original de cet épisode est de Terry Nation, l'un des coscénaristes de cet épisode est David Whitaker qui avait déjà novélisé cet épisode en 1964 dans un roman nommé Doctor Who in an Exciting Adventure with the Daleks qui différait lui aussi différemment de l'épisode de la série.
- La bande originale sortie en CD, diffusée par Silva Screen Records.